# Чипчирган (опера)
«Чипчирган» (в переводе с удм. — «Свирель») — первая национальная удмуртская опера-балет. Написана в 1963 году выдающимся удмуртским композитором Геннадием Михайловичем Корепановым-Камским. Он наряду с Василием Евдокимовичем Садовниковым также является и автором либретто, основанном на сказке последнего «Туганай и Зара» по мотивам удмуртских народных легенд и преданий.

## Сюжет
В центре действия оперы-балета — борьба народа против злого колдуна Пери. Главными действующими лицами являются старик Юбер и его сыновья Туганай и Бадяр, похищенная колдуном и лишённая им дара речи девушка Зангари, её мать Апика. Туганай и Бадяр поднимают воинов на борьбу. Разворачивается сражение Туганая с Пери. Одолеть колдуна помогают волшебная свирель чипчирган и его собственный меч, которые передаёт Туганаю Зангари.

## Описание
Построение произведения основано на противопоставлении широких, напряжённо развивающихся народных картин (сцены моления, баллады Юбера, героическая ария Туганая, сцены плача матери Зангири Апики, сцены утомительного похода воинов) и эмоционально взвинченных, выполненных в фантастическом плане танцев-пантомим злодея. 
В произведении слиты два начала: оперное и хореографическое, что привело к широкому показу как хоровых сцен, так и хореографических картин. В героическом плане раскрыт образ мужественного Туганая, объединившего вокруг себя народ на борьбу с жестоким Пери. Для Юбера характерны мудрость и дальновидность. Обобщённый, близкий народным легендам, светлый и покорный девичий образ героини Зангари раскрывается средствами хореографии: для её характеристики композитор использовал интонации плавных народных хороводов и лирических песен.

## История постановок
Премьера оперы-балета «Чипчирган» состоялась в Государственном музыкально-драматическом театре Удмуртской АССР 21 октября 1964 года. Режиссёром-постановщиком выступил Геннадий Васильевич Веретенников. Партию главного героя Туганая исполнил сам Корепанов-Камский.
Во 2-й постановке оперы-балета (1993, Государственный театр оперы и балета Удмуртской Республики) была несколько изменена сценография, а костюмы более приближены к этнографическим образцам.